# Ursula Piëch
Ursula Piëch (született Ursula Plasser, Braunau am Inn, 1956. május 19. –) osztrák üzletasszony, autóipari menedzser, 2012 áprilisa és 2015. április 25-e között Volkswagen AG felügyelő bizottságának tagja, Ferdinand Piëch második felesége.

## Élete
Ursula Plasser óvónőnőként végzett, majd közgazdaságtant és jogot tanult. Huszonöt éven keresztül óvodavezetőként dolgozott, amikor 1982-ben Piëch akkori élettársa – Marlene Porsche (született Marlene Maurer, Gerd Porsche korábbi felesége) egy hirdetésére jelentkezett, amelyben nevelőnőt kerestek. 1984 szeptemberében összeházasodtak Piëch-hel és felvette férje nevét. Három közös gyermekük (Markus, Florina és Gregor) született a házasságból – Ferdinand Piëch-nek ezen kívül kilenc gyermeke van korábbi kapcsolataiból.
Már 2001 óta mérhető befolyása volt a Volkswagen AG-nál. Piëch helyetteseként két magánalapítvány kuratóriumában is tudta bizonyítani a rátermettségét. 2010-ben Ferdinand Piëch írásban rendelkezett, melyben Ursula Piëch-et jelölte meg jövőbeni utódjának. 2012. április 19-én a Volkswagen AG közgyűlése beválasztotta a konszern felügyelő bizottságának tagjai közé, Michael Frenzel TUI vezért váltva ezzel a poszton. 2015. április 25-én lemondott felügyelőbizottsági tagságáról.
Ezen kívül Ursula Piëch a wolfsburgi Neue Schule iskola kuratóriumának az elnöke.

## Fordítás
Ez a szócikk részben vagy egészben  az   Ursula Piëch című német Wikipédia-szócikk ezen változatának fordításán alapul.  Az eredeti cikk szerkesztőit annak laptörténete sorolja fel. Ez a jelzés csupán a megfogalmazás eredetét és a szerzői jogokat jelzi, nem szolgál a cikkben szereplő információk forrásmegjelöléseként.